# Mezoregion Centro Oriental Rio-Grandense

Mezoregion Centro Oriental Rio-Grandense

Mezoregion Centro Oriental Rio-Grandense – mezoregion w brazylijskim stanie Rio Grande do Sul, skupia 54 gminy zgrupowanych w trzech mikroregionach. Liczy 17.205,0 km² powierzchni.

## Mikroregiony
- Cachoeira do Sul
- Lajeado-Estrela
- Santa Cruz do Sul